# Iridella (serie animata)
Iridella (Rainbow Brite) è una serie televisiva animata del  1984 prodotta da DiC Enterprises, Hallmark Entertainment, e da TMS Entertainment, composta da 13 episodi e ispirata alla linea di bambole omonime prodotte da Mattel. Nello stesso anno fu realizzato anche un film d'animazione: Iridella e il ladro di stelle, nel 2014 è stato creato un reboot-miniserie con lo stesso titolo, di una sola stagione di 3 episodi della durata di 13 minuti ciascuno, in Italia inedita.

## Trama
Lassù nel cielo, oltre l'arcobaleno, si trova il "Paese dell'Arcobaleno", un mondo fatato pieno di colore e di vita. Tanto tempo fa, lo Spirito delle Tenebre riuscì quasi a conquistarlo, facendo sparire tutti i colori e trasformandolo in una terra arida e buia. Per scongiurare la minaccia, fu inviata una bambina terrestre di nome Ciuffetta, che riuscì a riportare i colori al loro posto; dopo il successo della missione, Ciuffetta prese il nome di Iridella e divenne la guardiana del Paese dell'Arcobaleno. Iridella aveva l'incarico di mantenere vivi i colori con la sua speciale polvere di stelle e di rigenerare l'arcobaleno con la sua magica cintura. In questo compito Iridella viene aiutata da Stella Bianca, un cavallo parlante in grado di galoppare sull'arcobaleno, e da Folletto Bianco, unico ad avere il pelame di questo colore tra i folletti, che supervisiona i lavori nelle miniere.
Nelle miniere, dove lavorano i folletti dal pelo colorato e gli Amici dei Colori (5 bambine e 2 bambini vestiti ognuno di un colore diverso) vengono estratti i cristalli colorati, indispensabili per la fabbricazione della polvere magica di Iridella.
Fra i nemici di Iridella ci sono Murky Cupo e Lurky Guffo, una coppia di goffi quanto sgradevoli figuri, che odiano i colori e desiderano un mondo grigio e tetro.

## Personaggi
- Narratore

"Buoni"
- Iridella (Rainbow Brite) - Ciuffetta venne mandata dal pianeta Terra per salvare il Paese dell'Arcobaleno; compiuta la missione, adotta il nome di Iridella. Voce originale: Bettina Bush, Voce italiana: Monica Bertolotti.
- Stella Bianca (Starlite) Cavallo parlante amico di Iridella, con cui galoppa sull'arcobaleno. Voce italiana: Maurizio Reti.
- Folletto Bianco (Twink) Folletto dal pelo bianco e unico tra i folletti in grado di parlare.
- Brian - Bambino terrestre amico di Iridella.
- Tempestella (Stormy) Bambina del Paese dell'Arcobaleno che ha il potere di governare nuvole e fulmini.
- Freccia del Cielo (Skydancer) Cavallo amico di Tempestella.
- Aurora (Sunriser) Cavallo rosa che vive sulle montagne.
- Raggio di Luna (Moonglow) Bambina del Paese dell'Arcobaleno che ha il potere sul bagliore di Luna e stelle.
- Folletto della Notte (Nite Sprite) Folletto dal pelo blu che aiuta Raggio di Luna ad illuminare la notte.
- Rosellina (Tickled Pink) Bambina del Paese dell'Arcobaleno dai codini rosa.

"Amici dei Colori"
- Red Rosso (Red Butler)
- Canary Gialla (Canary Yellow)
- Patty Verde (Patty O'Green)
- La La Arancio (La La Orange)
- Indachella (Indigo)
- Buddy Blu (Buddy Blue)
- Violet (Shy Violet)

"Cattivi"
- Murky Cupo (Murky Dismal)
- Lurky Guffo (Lurky)
- Mostromurk.
- La Principessa dei Diamanti.
- Conte Blogg - Servitore della principessa, dal volto simile ad una rana.

## Episodi
| Stagione       | Episodi | Prima TV originale | Prima TV Italia |
| -------------- | ------- | ------------------ | --------------- |
| Prima stagione | 13      | 1984               | 1986            |

## Opere derivate
- Nel 1985 fu realizzato il lungometraggio Iridella e il ladro di stelle (Rainbow Brite and the Star Stealer), della durata di 85 minuti, che si colloca tra gli episodi 5 e 6[senza fonte] della serie composta da 13 episodi.